# 黑山飲食

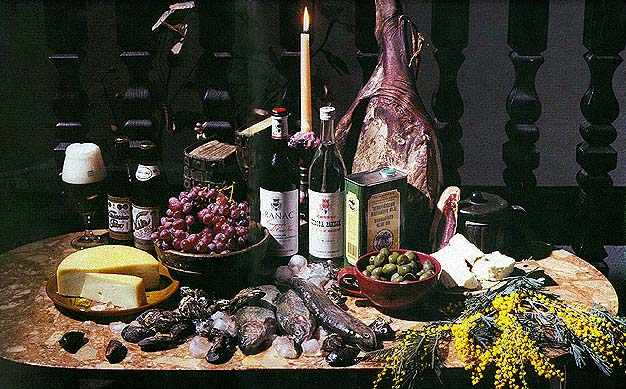
黑山食品

蒙特內哥羅地處亞德里亞海沿岸中央地區。傳統的蒙特內哥羅飲食受到義大利飲食的影響較強，其次則是土耳其和黎凡特地區飲食的影響。此外匈牙利飲食對蒙特內哥羅飲食也有影響。克羅埃西亞飲食則對蒙特內哥羅的甜品影響很大。
蒙特內哥羅飲食按照地域不同有不同的特色。沿海地區屬於地中海飲食，較多使用海鮮。

## 外部連結
- Traditional Cuisine of Durmitor Mountain in Montenegro.
- Montenegro Food and Drink（页面存档备份，存于）
- Some traditional recipes with photos.
- .   [2015-12-24]. （原始内容存档于2007-09-27）.
- Montenegro Cuisine